# Zdeněk Strnad
Zdeněk Strnad   (Brno, 26 de maig de 1945 - Brno, 6 de novembre de 2015) fou un pilot de motocròs txec de renom internacional durant les dècades del 1960 i 1970. Participant assidu al Campionat del Món de motocròs de 250cc, les seves millors temporades foren les de 1967 i 1969, quan hi quedà vuitè. A banda, durant la seva carrera guanyà tres Campionats de Txecoslovàquia de motocròs i formà part de l'equip estatal que quedà quart al Motocross des Nations de 1972, un dels millors resultats de l'antiga Txecoslovàquia en aquesta prova després de la victòria que hi aconseguiren Zdeněk Velký, Jirí Churavý, Miroslav Navácek i Antonin Baborovsky el 1975.

## Trajectòria esportiva
Strnad va començar a fer esport a deu anys, tot practicant l'esquí. A catorze anys, quan en feia quatre que esquiava, es va afeccionar a les motocicletes i va deixar els esquís de banda, entre altres coses perquè les muntanyes on esquiava eren lluny del seu Brno natal. Quan el seu germà se n'anà a fer el servei militar, Zdeněk va desmuntar la seva Jawa Pionýr i la va convertir en una motocicleta de "motocròs" amb la qual va començar a practicar pel bosc. El 1964, quan ja dominava aquesta modalitat, va fer el servei militar al Dukla de Praga, club per al qual va competir. Ja llicenciat, a partir de 1966 va començar a participar regularment en Grans Premis del Campionat del món.
La temporada de 1967, Strnad gairebé va perdre la cama per culpa d'una lesió al Gran Premi de l'URSS, disputat el 6 d'agost a Bélgorod. Durant la cursa, l'estrep d'un dels seus rivals li va traspassar la cama i li va seccionar l'artèria i els nervis principals. Era un forat enorme i va perdre molta sang. S'estigué a l'hospital de Bélgorod durant més d'un mes, i durant aquells dies els metges dubtaven entre tallar-li la cama o intentar salvar-li-la, com finalment van poder fer després d'un tractament intensiu que incloïa quinze injeccions de penicil·lina al dia. Va perdre dotze quilos i a la tardor, després d'un accidentat viatge de tornada a casa amb la cama adolorida, la cosa es va complicar en agafar icterícia a causa d'una transfusió directa de sang.
Als seus 22 anys, Strnad va tenir forces per a refer-se'n i el 1968 ja va guanyar el campionat txecoslovac de 250cc. La seva participació al mundial, però, es veié compromesa quan el 1969 li prohibiren de competir a l'estranger a causa de l'emigració del seu germà gran. Però, gràcies al fet que competia amb el club Dukla, li permeteren de seguir corrent a Txecoslovàquia (això sí, amb l'advertiment que no tingués contacte directe amb son germà).
El 1979, a 34 anys, Zdeněk Strnad es retirà definitivament de les competicions.

## Palmarès al Campionat del Món
Font:
| Any  | Motocicleta | 500cc | 250cc |
| ---- | ----------- | ----- | ----- |
| 1966 | ČZ          | -     | 18è   |
| 1967 | ČZ          | -     | 8è    |
| 1968 | ČZ          | -     | -     |
| 1969 | ČZ          | -     | 8è    |
| 1970 | ČZ          | 30è   | -     |
| 1971 | ČZ          | -     | -     |
| 1972 | ČZ          | 19è   | -     |
| 1973 | ČZ          | 39è   | -     |
| 1974 | ČZ          | 32è   | -     |